# Коптів
Ко́птів —  село в Україні, у Великосорочинській сільській громаді Миргородського району Полтавської області. Населення становить 28 осіб. Колишній орган місцевого самоврядування — Солонцівська сільська рада.

## Географія
Село Коптів знаходиться на відстані 1 км від села Бессараби та за 1,5 км від смт Гоголеве.
Навколо села багато нафтових і газових свердловин.

## Населення

### Мова
Розподіл населення за рідною мовою за даними перепису 2001 року:
| Мова       | Кількість | Відсоток |
| ---------- | --------- | -------- |
| українська | 27        | 96.43%   |
| російська  | 1         | 3.57%    |
| Усього     | 28        | 100%     |